# Pallavolo ai XVIII Giochi panamericani
La pallavolo ai XVIII Giochi panamericani si è svolta a Lima, in Perù, dal 31 luglio all'11 agosto 2019. Hanno preso parte ai Giochi otto squadre maschili e altrettante femminili.

## Squadre qualificate
Oltre al Perù quale paese ospitante, in campo maschile si sono qualificate le prime 5 del Coppa panamericana maschile di pallavolo 2018 mentre altre due sono state ripescate per i risultati alla Coppa panamericana maschile di pallavolo 2019, come migliori tra quelle non ancora qualificate.

### Torneo maschile
Nella tabella a seguito le squadre qualificate per il torneo maschile:
| Evento                                        | Data                       | Luogo   | Posti | Qualificate                               |
| --------------------------------------------- | -------------------------- | ------- | ----- | ----------------------------------------- |
| Paese ospitante                               |                            |         | 1     | Perù                                      |
| Coppa panamericana maschile di pallavolo 2018 | 28 agosto-2 settembre 2018 | Colima  | 5     | Argentina Brasile Cuba Messico Porto Rico |
| Coppa panamericana maschile di pallavolo 2019 | 16-21 giugno 2019          | Córdoba | 2     | Stati Uniti Cile                          |
| Totale                                        |                            |         | 8     |                                           |

### Torneo femminile
Nella tabella a seguito le squadre qualificate per il torneo femminile:
| Evento                                         | Data                  | Luogo         | Posti | Qualificate                                         |
| ---------------------------------------------- | --------------------- | ------------- | ----- | --------------------------------------------------- |
| Paese ospitante                                |                       |               | 1     | Perù                                                |
| Coppa panamericana femminile di pallavolo 2018 | 8-14 luglio 2018 2018 | Santo Domingo | 5     | Stati Uniti Rep. Dominicana Canada Brasile Colombia |
| Torneo di qualificazione Nordamericano         | 4-6 gennaio 2019      | San Juan      | 1     | Porto Rico                                          |
| FIVB World Rankings                            | -                     | -             | 1     | Argentina                                           |
| Totale                                         |                       |               | 8     |                                                     |

## Podi
| Evento                      | Oro             | Argento  | Bronzo    |
| Torneo maschile (dettagli)  | Argentina       | Cuba     | Brasile   |
| Torneo femminile (dettagli) | Rep. Dominicana | Colombia | Argentina |